# 다케다 다이치
다케다 다이치(일본어: 武田 太一, 1997년 4월 22일~)는 일본의 축구 선수이다.

## 구단 경력
그는 2020년 J2리그의 도쿠시마 보르티스에 입단했다. 2021년 J3리그의 AC 나가노 파르세이루로 이적했다. 2022년 일본 풋볼 리그의 FC 오사카로 이적했다. 2022년 일본 풋볼 리그 준우승으로 J3리그로 승격했다. 2023년후 현역 은퇴.